# Kukiełka lessowa

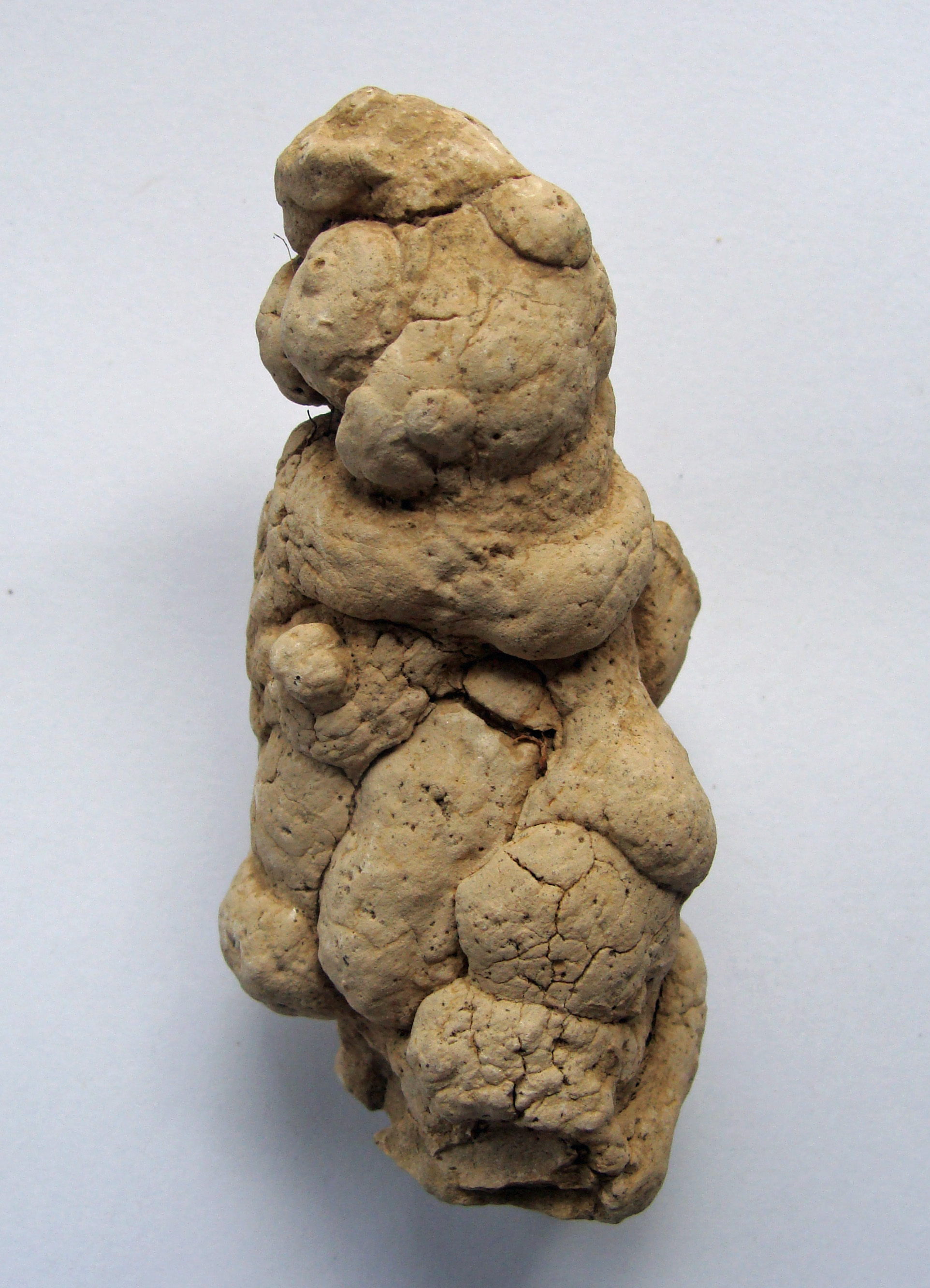
Kukiełka lessowa

Kukiełka lessowa (lalka lessowa) – konkrecja zbudowana z węglanu wapnia, o kulistym, elipsoidalnym lub nieregularnym kształcie, powstająca w lessie. Osiąga rozmiar kilku, a nawet kilkunastu centymetrów. Czasem, wewnątrz znajdują się pęknięcia, przypominające kryształy. Spękane kukiełki lessowe zazwyczaj spotykane są na granicy lessu i czarnoziemu. 